# Zond 4

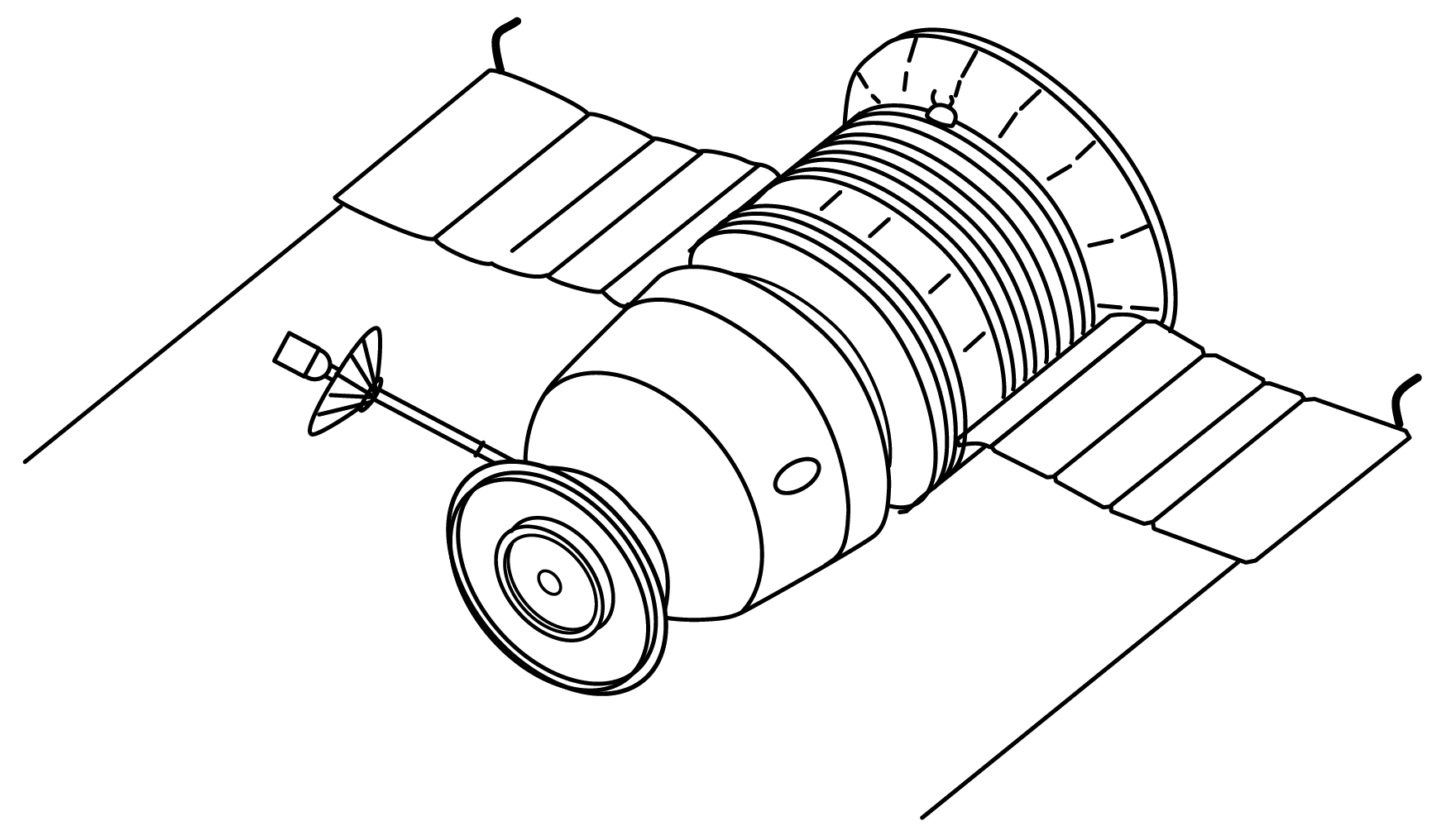
L1 (Zond) circumlunar spacecraft.

La Zond 4 formó parte del programa soviético Zond y era una versión no tripulada de la nave tripulada para circunnavegación lunar Soyuz 7K-L1, siendo uno de los primeros experimentos soviéticos para la consecución de un vuelo circumlunar. Fue lanzada para probar la nueva cápsula y para reunir datos sobre vuelos en el espacio circumterrestre. Fue la primera nave espacial soviética  que tuvo un ordenador, el Argon 11 de 34 kg.
La nave fue exitosamente lanzada a una órbita  de 354 000 km de apogeo y 180 grados contraria a la Luna (en dirección opuesta a la Luna), probablemente para evitar complicaciones de trayectoria debidas a la gravedad lunar. Aun así, el sistema de guiado de la L1 falló durante la reentrada: aunque penetró la atmósfera precisamente en el momento esperado, no maniobró para generar sustentación y salir fuera de la atmósfera de nuevo. Una reentrada balística hubiera significado la imposibilidad de realizar una recuperación en suelo soviético, así que el sistema de autodestrucción APO se disparó a una altitud de entre  10 y 15 km de altitud , a entre 180 y 200 km de la costa africana de Guinea.